# Klapopteryx
Genre
Klapopteryx est un genre d'insectes plécoptères de la famille des Austroperlidae.

## Distribution
Les espèces de ce genre se rencontrent au Chili et en Argentine.

## Liste des genres
Selon Plecoptera Species File :
- Klapopteryx armillata Navás, 1928
- Klapopteryx kuscheli Illies, 1960

## Publication originale
- Navás, 1928 : Insectos neotropicos. 4.a serie. Revista Chilena de Historia Natural, vol. 32, p. 106-128